# ستيفن ماتيو
ستيفن ماتيو (بالإنجليزية: Steven Matteo)‏ هو سياسي أمريكي، ولد في 18 فبراير 1977 في جزيرة ستاتن في الولايات المتحدة. حزبياً، نشط في الحزب الجمهوري.